# معدن طلای ساریگونی
معدن طلای ساریگونی یکی از بزرگترین معادن طلای ایران است که در ۲۶ کیلومتری شهرستان قروه و ۱۰ کیلومتری شهر دلبران واقع شده است. در سال ۱۳۸۴ خورشیدی، شرکت استرالیایی ریوتیتنو یکی از معادن بزرگ طلا را در منطقهٔ بهارلو-داش‌کسن در شرق قروه در کشف کرد. پروانه بهره‌برداری این معدن اکنون با نام ساریگونی صادر شده‌است و دو شرکت داخلی با همکاری یک شرکت قزاقستانی در حال استخراج طلا از آن هستند. معدن طلای ساریگونی با ذخیره قطعی ۴۱ میلیون تن و با عیار ۲۴.۱ گرم در تن و تولید سالانه ۵ تن طلای خالص بزرگترین تولید کننده طلای کشور است.
کوهی که معدن در آن واقع شده است ساری گونی داغی (sari Güney Dağ) نام دارد که در زبان ترکی به معنای کوه زردی که در جنوب واقع شده است. علت نامگذاری کوه به این نام این است که در جنوب روستای بهارلو است.

این معدن در استان کردستان شهرستان قروه در بخش دلبران و بین روستا های بهارلو _داشکسن و نی بند واقع شده است.

## نگارخانه

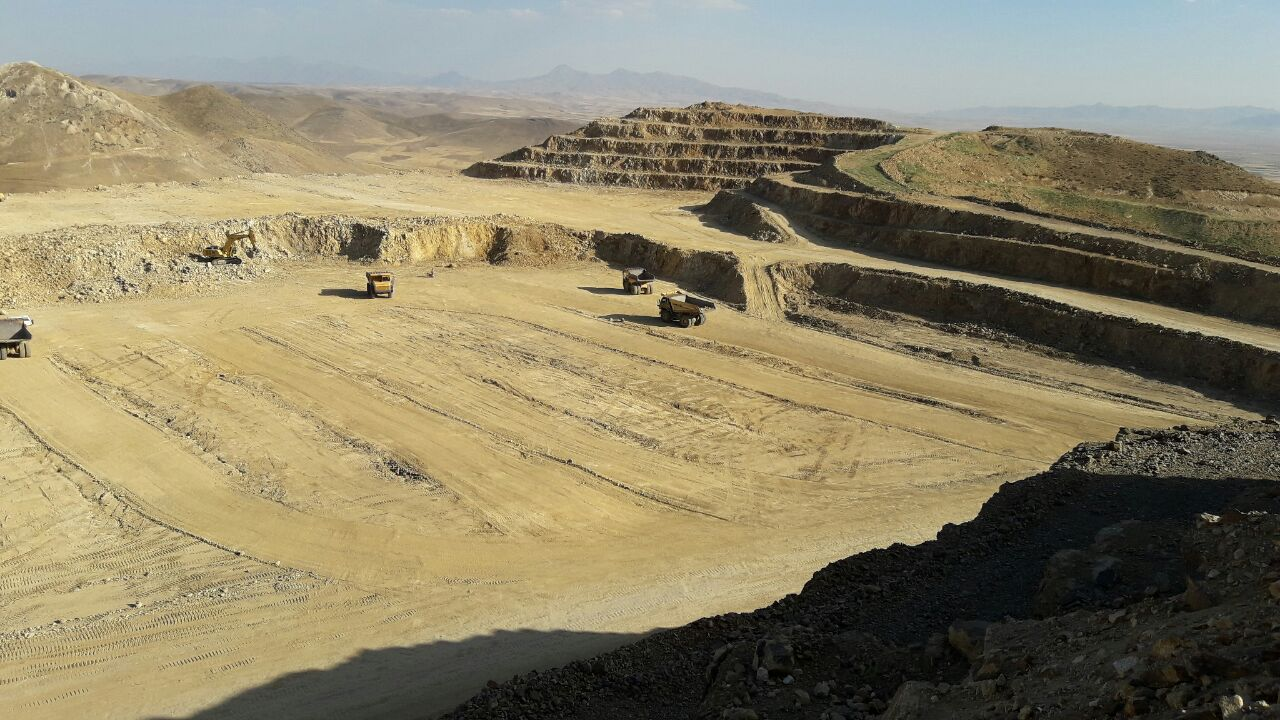
روستای نی بند
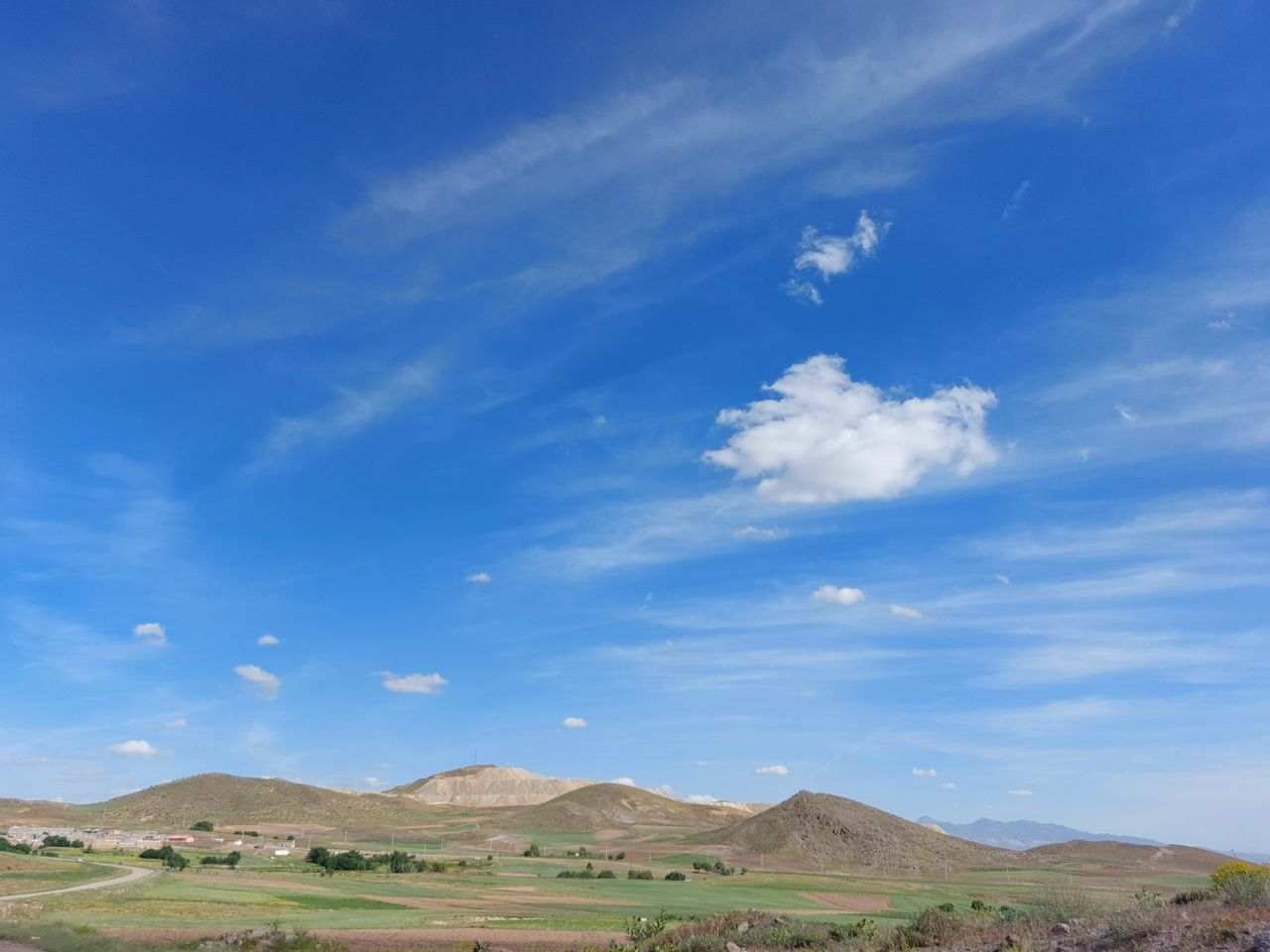
معدن طلای ساری گونی

- ایسنا
- ایرنا